# カンピオナート・トカンチネンセ
カンピオナート・トカンチネンセ (Campeonato Tocantinense) は、ブラジル・トカンチンス州のサッカーリーグである。トカンチンス州サッカー連盟 (Federação Tocantinense de Futebol, FTF) が主催する。日本ではトカンチンス州選手権の名称で紹介されることが多い。

## 大会方式
2016年シーズン
- ファーストステージ - 8チームによる1回総当たりのリーグ戦を行う。上位4チームがセカンドステージへ進み、下位2チームは2部へ降格する。
- セカンドステージ - ファーストステージを勝ち上がった4チームによるトーナメント方式。準決勝・決勝共にホーム・アンド・アウェーの2試合で勝敗を決する。

※ブラジルのほかの州選手権と同様に、大会方式は毎年変わり得る。

## 参加クラブ
2017年シーズン 1部
- カピタル（ポルトガル語版）
- コリナス（ポルトガル語版）
- グルピ（ポルトガル語版）
- インテルポルト（ポルトガル語版）
- パライーゾ（ポルトガル語版）
- スパルタ（ポルトガル語版）
- トカンチノポリス
- トカンチンス・デ・ミラセマ（ポルトガル語版）

## 歴代優勝および準優勝クラブ
| シーズン | 優勝                       | 準優勝                     |
| -------- | -------------------------- | -------------------------- |
| 1993     | トカンチノポリス           | グルピ                     |
| 1994     | ウニオン・アラグアイネンセ | トカンチンス・デ・ミラセマ |
| 1995     | インテルカピ               | グルピ                     |
| 1996     | グルピ                     | カブレ                     |
| 1997     | グルピ                     | インテルポルト             |
| 1998     | アウヴォラダ               | パルマス                   |
| 1999     | インテルポルト             | トカンチノポリス           |
| 2000     | パルマス                   | インテルポルト             |
| 2001     | パルマス                   | トカンチノポリス           |
| 2002     | トカンチノポリス           | パルマス                   |
| 2003     | パルマス                   | グルピ                     |
| 2004     | パルマス                   | アラグアイーナ             |
| 2005     | コリナス                   | アラグアイーナ             |
| 2006     | アラグアイーナ             | トカンチノポリス           |
| 2007     | パルマス                   | アラグアイーナ             |
| 2008     | トカンチンス               | グルピ                     |
| 2009     | アラグアイーナ             | パルマス                   |
| 2010     | グルピ                     | アラグアイーナ             |
| 2011     | グルピ                     | インテルポルト             |
| 2012     | グルピ                     | トカンチノポリス           |
| 2013     | インテルポルト             | グルピ                     |
| 2014     | インテルポルト             | トカンチノポリス           |
| 2015     | トカンチノポリス           | インテルポルト             |
| 2016     | グルピ                     | トカンチンス・デ・ミラセマ |

## クラブ別優勝回数
| クラブ                     | 優勝 | 優勝年                             |
| -------------------------- | ---- | ---------------------------------- |
| グルピ                     | 6    | 1996, 1997, 2010, 2011, 2012, 2016 |
| パルマス                   | 5    | 2000, 2001, 2003, 2004, 2007       |
| インテルポルト             | 3    | 1999, 2013, 2014                   |
| トカンチノポリス           | 3    | 1993, 2002, 2015                   |
| アラグアイーナ             | 2    | 2006, 2009                         |
| ウニオン・アラグアイネンセ | 1    | 1994                               |
| インテルカピ               | 1    | 1995                               |
| アウヴォラダ               | 1    | 1998                               |
| コリナス                   | 1    | 2005                               |
| トカンチンス               | 1    | 2008                               |